# معادله حالت (کیهان‌شناسی)
در کیهان‌شناسی، معادله حالت یک شاره کامل توسط عدد بدون بعد {\displaystyle \!w} مشخص می‌شود که نسبت فشار {\displaystyle \!p} آن به چگالی انرژی‌اش  {\displaystyle \!\rho } است :
{\displaystyle \!w=p/\rho }.
مفهوم آن ارتباط تنگاتنگی با معادله حالت ترمودینامیک و قانون گاز کامل دارد